# Таймла, Туннет
Ту́ннет Та́ймла (21 июня 1988, Вильянди — 9 февраля 2023) — эстонский рэндзист, чемпион мира (2003, 2013), победитель командного чемпионата мира в составе сборной Эстонии (2008).

## Биография
Начал заниматься рэндзю в 1995 году, в возрасте 7 лет, тренер — Антс Соосырв. Уже в 1999 году выиграл молодёжное первенство Европы в категории мальчиков до 14 лет. Впоследствии выигрывал молодёжное первенство Европы ещё дважды, в 2001 (мальчики до 14 лет) и в 2005 (мальчики до 18 лет). В 2002 году Туннет выиграл молодёжный чемпионат мира (мальчики до 14 лет).
С детства Туннет участвовал и во взрослых турнирах, доказывая своё право играть там растущей успешностью выступлений. Пройдя отбор, в 2002 году он принял участие в командном первенстве мира в составе сборной Эстонии, занявшей в итоге 2 место. В состоявшемся вскоре личном чемпионате Европы ему удалось завоевать серебряную медаль.
В 2003 году он, пройдя национальную квалификацию, попал в финальную стадию чемпионата мира по рэндзю и выиграл этот чемпионат. Впоследствии он неоднократно принимал участие в финалах чемпионатов мира, в 2009 году завоевав серебряную медаль, в 2013 году он повторил успех 2003 года, но уже на новом дебютном регламенте Ямагути, став дважды чемпионом мира. С 2002 года он стал постоянным членом сборной Эстонии на командных чемпионатах мира, завоевав в составе сборной ряд серебряных медалей (2002, 2004, 2006, 2010) и одну золотую (2008).
В 2019 году Туннет стал первым иностранцем, выигравшим 4-ю Китайскую национальную олимпиаду интеллектуальных видов спорта Китая в качестве тренера команды провинции Хубэй.
В 2022 году Туннет был избран вице-президентом Международной федерации рэндзю.
Умер 9 февраля 2023 года в возрасте 34 лет.